# メセンブリアの戦い
メセンブリアの戦いは、東ローマ帝国とブルガリア帝国との間で行われた戦いである。ブルガリアが勝利してメセンブリアを占領した。

## 背景
プリスカの戦いに勝利したクルムは、体制を整えトラキアに侵入した。そして新しく皇帝になったミカエル1世ランガベーと和平交渉したが、ミカエルはブルガリアに優位となる条約を拒否した。クルムはさらに東ローマ帝国に圧力を加えるため、トラキアの要塞メセンブリアに攻めよせた。

## 戦闘
クルムはアラブ移民に作らせた包囲兵器を使い、城壁を破壊してメセンブリアを占領して、36個の銅製サイフォンとギリシアの火を手に入れた。しかし、この戦い以降も東ローマ帝国は抗戦の構えを見せ続けた。